# 가초촌
가초촌(일본어: 香長村)은 일본 고치현 나가오카군에 있던 촌이다. 

## 역사
- 1889년 4월 1일 - 정촌제 시행에 의해 나가오카군 가초촌이 성립하였다.
- 1959년 10월 1일 - 고멘정, 노다촌, 오코촌, 가미군 이와촌과 합병해 난코쿠시가 성립, 동일 가초촌은 폐지되었다.

## 교통

### 철도
- 도사전기철도
  - 아키선
  - 고멘선

### 도로
- 국도 제194호선 (현 국도 제55호선)
- 국도 제195호선

### 공항
현재 고치공항은 구촌지역에 위치하고 있지만, 당시에는 고치 비행장이었다.

## 참고 문헌
- 角川日本地名大辞典編纂委員会,『角川日本地名大辞典 39 高知県』1983, 角川書店